# Batalla de Güepí
La batalla de Güepí fue uno de los episodios más importantes ocurridos durante la guerra colombo-peruana (1932-1933), en la cual ambas naciones se disputaban una amplia región que circundaba el río Putumayo.

## Antecedentes
Tras el combate de Tarapacá, el alto mando de Colombia veía importante cumplir dos objetivos específicos en el Putumayo: tomar la guarnición de Güepí en el alto Putumayo, y Puerto Arturo en el bajo. Se procedió ir primero por Güepí pues era una posición débil y porque su captura permitiría el dominio total del alto Putumayo asegurando el eje de comunicaciones hacía Puerto Asís, a la vez que se liberaba a Caucayá de amenazas desde occidente.

## Combate

#### Toma de Güepí

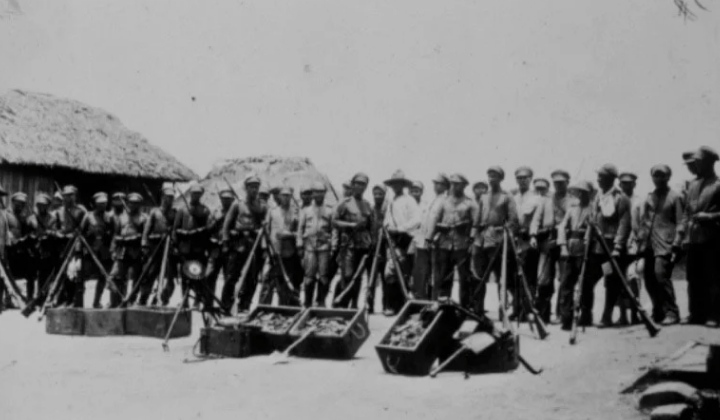
Soldados del Ejército Nacional de Colombia con armamento peruano decomisado en Güepí.

Los hechos previos al combate comenzaron a las dos de la mañana del 26 de marzo de 1933, cuando los buques Cartagena y Santa Marta del Destacamento Putumayo de la Fuerza Naval Colombiana desembarcaron en ambos flancos de Güepí a dos contingentes del Ejército colombiano con el fin de rodear el fuerte donde se ubicaba el Ejército peruano. Hacia las 9 de la mañana del mismo día empezaron a atacar las escuadras colombianas de cazas y bombarderos de la Fuerza Aérea, apoyadas por los fuegos de artillería desde la Isla Chavaco y de los cañoneros Cartagena y Santa Marta, tal que para las 9:50 la compañía colombiana que avanzaba por el oriente ocupó el atrincheramiento Bolognesi, cuando el teniente peruano Sillau lo abandonó ante su caída inminente.
Mientras ocurría esto en tierra, en el agua el buque Cartagena avanzaba hacia la desembocadura del río Güepí batiendo con sus cañones el fuerte que defendía dicha posición. En este momento sucede el acto heroico del soldado colombiano Juan Bautista Solarte Obando, oriundo de La Unión (Nariño), quien cubriendo con su cuerpo la ametralladora peruana que hacía fuego sobre las posiciones colombianas, en el momento que tenía a tiro a un centenar de soldados, la silenció. Al llegar a esa posición, los soldados colombianos encontraron el cuerpo de Solarte Obando abrazado a la ametralladora, con el pecho destrozado por los proyectiles. Hacia las 12 del mediodía el Cartagena se lanzó hacia la rivera para desembarcar una oleada de soldados con el fin de tomar el nido principal de resistencia. Aguas abajo, el Santa Marta cumplía una tarea similar.
Las tropas peruanas resistieron durante todo el asalto, cediendo lentamente terreno. Sin embargo, al verse completamente flanqueadas y solamente como una única vía de abastecimientos la trocha hacia la localidad de Cabo Pantoja, se retiraron de forma desordenada abandonando heridos, armas, municiones y víveres. Simultáneamente, las aeronaves peruanas se retiraron hacia Pantoja. Algunos pelotones colombianos intentaron seguir a los peruanos en retirada, pero al caer la noche y al no conocer este territorio se canceló la persecución.
Al final del día, el saldo fue de 16 muertos y 13 heridos para el lado colombiano, en tanto para el lado peruano fueron 27 muertos, 14 heridos y 23 prisioneros, número que se incrementaría en los días siguientes a 46; así como la permanencia de las tropas colombianas en Güepí.

#### Ataque aéreo de la lanchaSinchi Roca
El día 28 de marzo, la Fuerza Aérea peruana condujo un ataque sobre Güepí, el cual fue rechazado por el fuego antiaéreo del buque Santa Marta. Hacia el occidente se localizó la lancha Sinchi Roca que trasportaba a los 46 prisioneros peruanos, y las fuerzas peruanas la atacaron forzándola a encallar en la orilla baja; tan solo pereció el timonel de la embarcación colombiana y liberaron a los peruanos.

#### Intentos de retoma
Posteriormente, hubo una serie de escaramuzas en el intento de los peruanos de recuperar Güepí. La principal de estas tuvo lugar el 10 de abril, cuando en un choque con las avanzadas colombianas mueren un sargento y dos soldados peruanos.

## Eventos posteriores

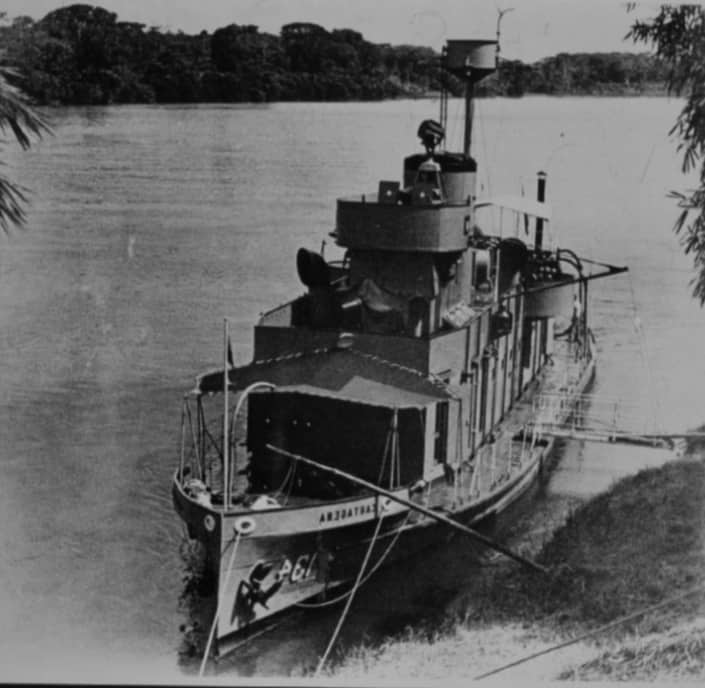
Buque colombiano ARC Cartagena a orillas del río Güepí, estacionado por las tropas colombianas después del combate de Güepí en el marco de la guerra colombo-peruana (26 de marzo de 1933).

El 23 de mayo, se firmó en la sede de la Sociedad de Naciones en Ginebra el acuerdo diplomático que ponía fin al conflicto armado entre Colombia y Perú, por Francisco García Calderón, en representación del Perú y Eduardo Santos Montejo, en representación de Colombia. Dentro de sus cláusulas figuró la entrega al Perú de la recién conquistada guarnición de Güepí, acto que se cumplió con las formalidades del caso, 30 días después.